# Fynbos i Renosterveld montans
El fynbos i el renosterveld montans o de les terres altes formen una ecoregió terrestre definida pel Fons Mundial per a la Natura (WWF).
Situat a la zona muntanyosa de la regió Florística del Cap a Sud-àfrica. Pertany al bioma de boscos mediterranis, arbusts i màquies de l'ecozona afrotropical i consta de dues formacions vegetals úniques d'aquesta regió, el fynbos i el renosterveld.
L'ecoregió es troba principalment a les muntanyes del Cap Occidental. La superfície de l'ecoregió és de 45 800  km².
Igual que a les terres baixes veïnes, la diversitat i l'endèmia de la flora són notablement grans. La fauna dels vertebrats realment no mostra aquest patró, però hi ha una gran varietat d'espècies d'insectes endèmics, que és en gran part una part de la fauna de l'antic continent de Gondwana, del qual Àfrica n'era part. Aquesta ecoregió és menys afectada per la intervenció humana que les terres baixes i consta del 81,5% dels fynbos i del 18,5% de renosterveld.
La quantitat de precipitacions varia de 300 a 2.000 mm per any, però al nord-oest pot augmentar localment fins als 3.000 mm.
Al costat del suculent karoo, les precipitacions disminueixen fins als 200 mm per any. A l'oest, la pluja cau principalment a l'hivern, però a la part oriental de la regió la pluja també cau a l'estiu. La temperatura rarament puja per sobre de 25 C, excepte en algunes valls de l'interior.

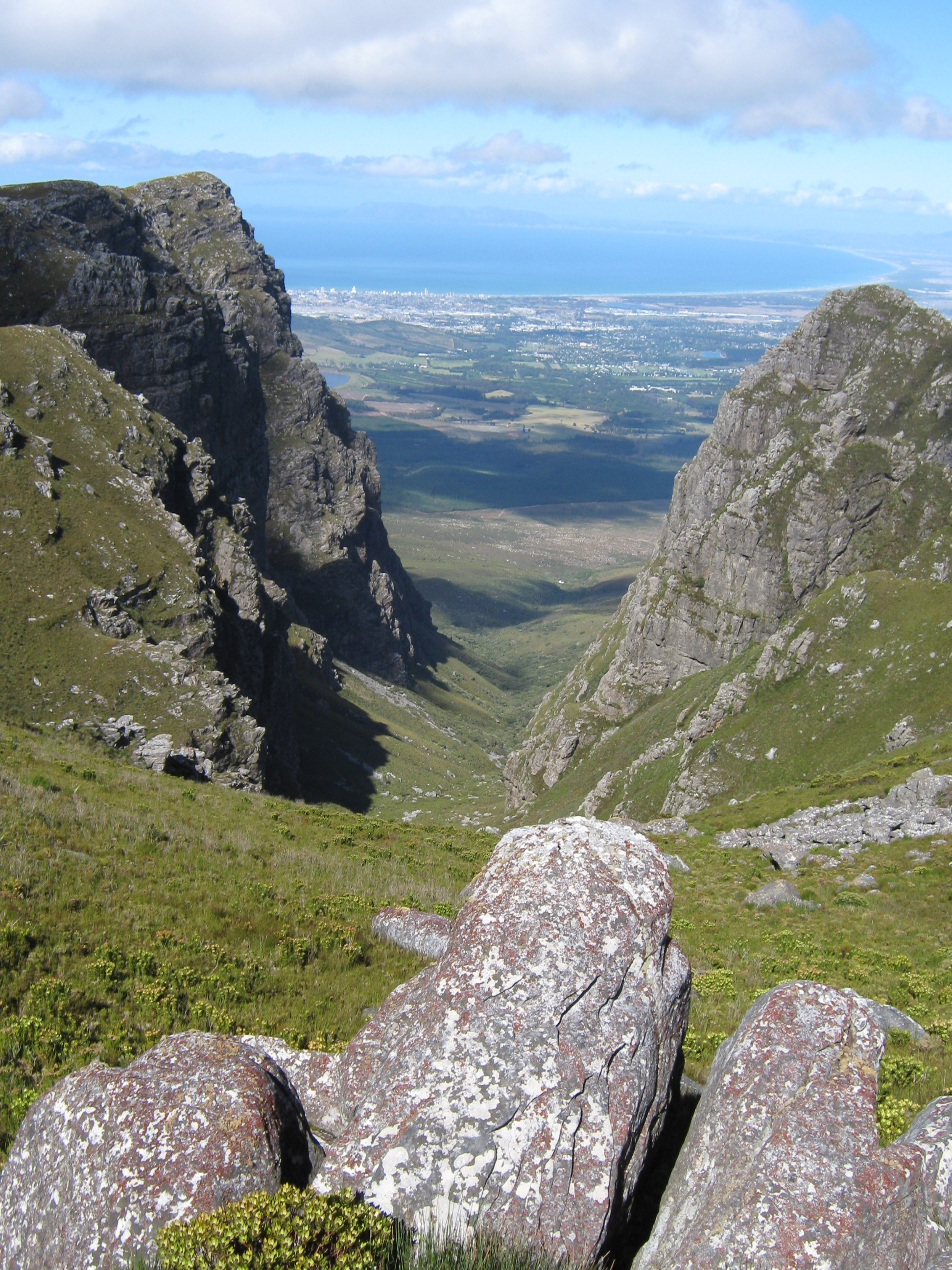
Part de la Reserva Natural de Boegoekloof - Hottentots Holland

L'àrea té una sèrie de muntanyes i serralades tals com: la muntanya de la taula, Kogelberg, Hottentots-Holland, Du Toits, Slanghoek, Hex River, Witsenberg, Groot Winterhoek, Skurwebergen, Koud Bokkeveld, Olifants, Cederberg, Gifberg i Bokkeveld.

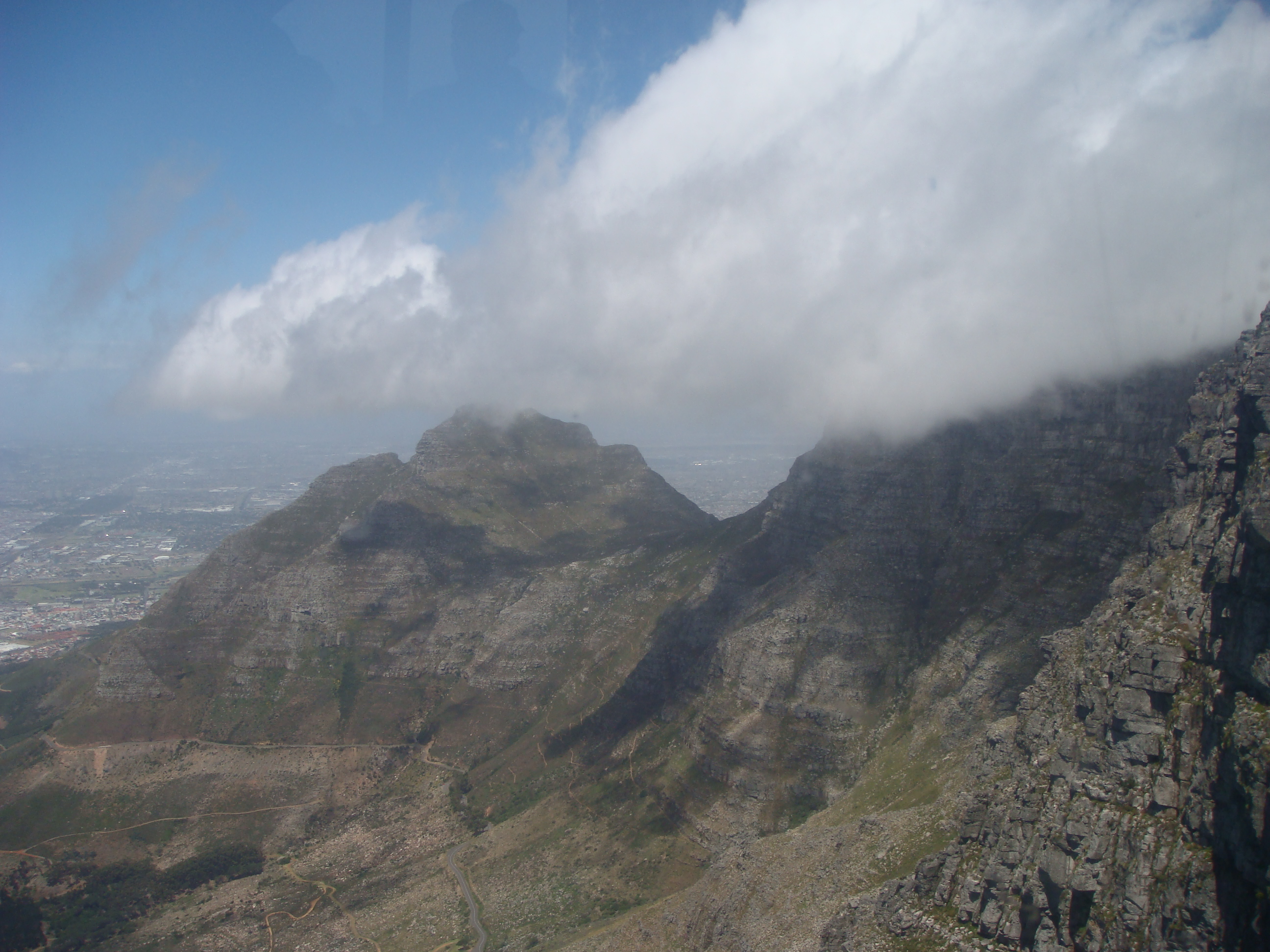
Muntanya de la Taula i el núvol que condensa sovint pels cingles, anomenat "mantell de la taula".

## Àrees
Consta de quatre àrees:
| Subdivisions de l'ecoregió                             | Municipis, serres, massisos, espais protegits |
| Les muntanyes de l'oest; del cap al Bokkeveld al nord. | Tafelberg, Kogelsberg, Hottentots-Hollandberge, Du Toits, Slanghoek, Hexrivier, Witsenberg, Groot Winterhoek, Skurweberg, Koue Bokkeveld, Olifantsrivier, Cederberge, Gifberg en Bokkeveld |
| Les muntanyes costaneres del sud del Cap               | Groenland, Riviersonderend, Kleinrivier, Langeberg, Outenikwaberge, Tsitsikammaberge, Kouga, Groot Winterhoek, Elandsberg                                                                  |
| Les muntanyes de l'interior, al nord del Klein Karoo.  | Witteberg, Klein Swartberg, Groot Swartberg, Baviaanskloof |
| Les muntanyes de l'illa del Klein Karoo                | Anysberg, Warmwaterberg, Touwsberg, Rooiberg, Gamkaberg, Kamanassieberge, Antoniesberg |

## Flora
Les plantes de la part fynbos inclouen quatre grups principals: restio, erica, protea i geòfits. Una planta endèmica que creix aquí és el matoll de pedra. Hi ha pocs arbres, encara que el Clanwilliamseder representa una espècie d'arbre endèmica d'aquesta regió.